# Bruno Falck
Bruno Falck (Laorca, 3 marzo 1902 – Milano, 10 febbraio 1993) è stato un imprenditore e ingegnere italiano.
Terzogenito di Giorgio Enrico Falck, fu avviato, come i fratelli Enrico e Giovanni, agli studi di ingegneria con indirizzo siderurgico. Dopo la laurea al Politecnico di Milano, intraprende diversi viaggi in Europa e negli Stati Uniti per visitare e conoscere i più grandi siti siderurgici internazionali. Nel 1928, rientrato in Italia, comincia a lavorare all'azienda di famiglia. Il 21 marzo 1935 viene nominato Amministratore Unico della neonata società per azioni “Acciaierie di Bolzano”. Partecipa alla progettazione e alla costruzione della fabbrica su 140.000 m² (capannoni, uffici, mensa, infrastrutture) in via Razza (ora via Volta), vicino alla ferrovia e al quartiere Oltrisarco. La prima produzione partì nel novembre 1937 con le lamette da barba: la Lama Falco che poi diventerà Lama Bolzano. Nel 1939 la fonderia iniziò la produzione dell’acciaio speciale di altissima qualità per navi, auto, aerei, macchinari e per l’industria bellica. In seguito si è occupato degli impianti Falck di Arcore e Novate Mezzola. Nel dopoguerra Falck inizia a esportare acciaio in Germania, America, Europa orientale e Urss. Con l’espansione dell’industria automobilistica Falck diventa il fornitore principale di cuscinetti coprendo il 50% della richiesta nazionale. Nel 1964 viene nominato Cavaliere del Lavoro, a riconoscimento della sua esperienza nel settore siderurgico e metallurgico. Nel 1972 succede al fratello Giovanni alla guida delle acciaierie. Rimarrà alla guida dell'azienda sino al 1982, quando passò il testimone ai nipoti Alberto e Giorgio.